# Cine Mónaco
El cine Mónaco se sitúa entre las calles Ronda y Cervantes de la población de Onda (Provincia de Castellón, España). Ocupa una parcela alargada, entre medianeras, accesible desde la última calle mencionada, con una disposición noroeste-sudeste.
El proyecto contempla la instalación de un moderno cine, el Cine Mónaco, promovido por la empresa Ciclón de iniciativa privada. Para ello nada mejor que recurrir a las trazas más expresivas de una arquitectura decididamente moderna. Su construcción con proyecto del arquitecto Luis Gay Ramos concluye en 1958, momento desde el que funcionará como sala de proyecciones hasta 1991.

## Descripción
Ocupando una parcela de aproximadamente 50x20 m, el programa alberga lo que es la propia sala de proyecciones y pocas más dependencias anexas, como vestíbulo, bar, salón y locales de proyección y venta de entradas. Es por tanto el gran volumen de la sala de proyección el protagonista indiscutible del proyecto que, por otra parte, queda minimizada en su fachada pública. Esta remite a su entorno más cercano tomando como referencia para todo crecimiento público la cornisa de las viejas edificaciones colindantes, en un gesto de respeto como pocas intervenciones tan ambiciosas disponen.
Dada la geometría de la parcela, alargada, esta impone la disposición final de los espacios. La sala principal se sitúa ocupando la gran porción central, dejando reducidos restos anterior y posterior, que hacen las veces de acceso público y de carga respectivamente. Ese protagonismo en planta queda patente en la sección, donde la altura de la pantalla y la presencia un piso de butacas hacen crecer el volumen central en detrimento de las fachadas. 
Cinco puertas a la calle conducen a un vestíbulo que filtra la entrada a través de otras tres puertas más. Toda una sucesión grandilocuente de pasos muy acorde con el fin al que se destina. La sala dispone, además del piso alto con butacas, de escenario y foso.
Pero el hecho más destacable y comprometido del proyecto es su fachada. Los volúmenes de su organización interna afloran con su propia personalidad, creando una adición de marcada geometría. El acceso se encuentra cobijado por un importante retranqueo en fachada que recupera la alineación en su última porción de coronación, lo que confiere mayor solemnidad al edificio. 
La composición de la fachada se basa en una exaltación del acceso, que se rodea lateralmente de muros de ladrillo de toda la altura del edificio. La disposición descentrada del mimo provoca un desequilibrio entre los dos cuerpos laterales de cierre. Mientras el derecho posee el escaso grosor de un muro legible, la parte izquierda ofrece una amplia cara casi ciega que da solidez a la construcción, y contiene ya dependencias del local.
En el centro de la fachada, entre los laterales de ladrillo, surge una superposición de paños de diferente textura y profundidad. Se dan cita paños de vidrio combinado con frentes de lisos paneles de color. Un guiño mondriano simultánea planos que utilizan el rojo, el blanco o el gris como seña de identidad. Resulta el conjunto una decidida apuesta tan atractiva como expresiva.
El edificio es objeto en 1991 de una rehabilitación de autoría municipal, que piensa en la recuperación de un espacio público para la ciudad. Así, se emplaza en él el Auditori municipal, tras una reforma que ha puesto en valor toda la carga de modernidad del proyecto.